# مايك بارتليت
مايك بارتليت (بالإنجليزية: Mike Bartlett)‏ هو لاعب هوكي الجليد أمريكي، ولد في 6 يناير 1985 في مورتون غروف في الولايات المتحدة.

## وصلات خارجية
- مايك بارتليت على موقع دوري الهوكي الوطني (الإنجليزية)
- مايك بارتليت على موقع EliteProspects.com (الإنجليزية)
- مايك بارتليت على موقع HockeyDB.com (الإنجليزية)